# Ídolo cilíndrico

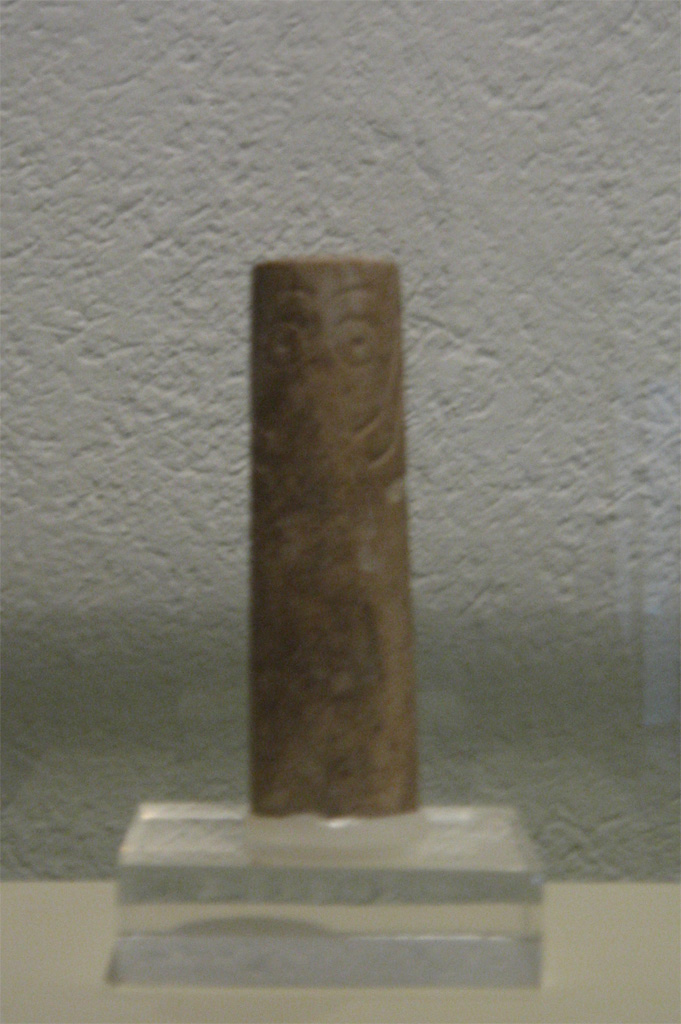
Ídolo cilíndrico do caminho do Cortijo de la Fuente, em Sanlúcar de Barrameda, Museu de Cádiz. Idade do Cobre, circa 2500 a.C.

Os ídolos cilíndricos são peças líticas características do Calcolítico na Península Ibérica.
Representam dum jeito esquemático uma figura humana, mediante cilindros de pedra com incisões que reproduzem, primariamente, os olhos e o cabelo. Estes ídolos aparecem associados a enterramentos coletivos megalíticos, em dólmens.